# ییرژی ولش
ییرژی ولش (انگلیسی: Jiří Welsch؛ زادهٔ ۲۷ ژانویهٔ ۱۹۸۰) بازیکن بسکتبال اهل جمهوری چک است.
از باشگاه‌هایی که در آن بازی کرده‌است می‌توان به باشگاه بسکتبال مالاگا، گلدن استیت واریرز، کلیولند کاوالیرز، میلواکی باکس، و بوستون سلتیکس اشاره کرد.